# 哈尔滨地铁1号线列车

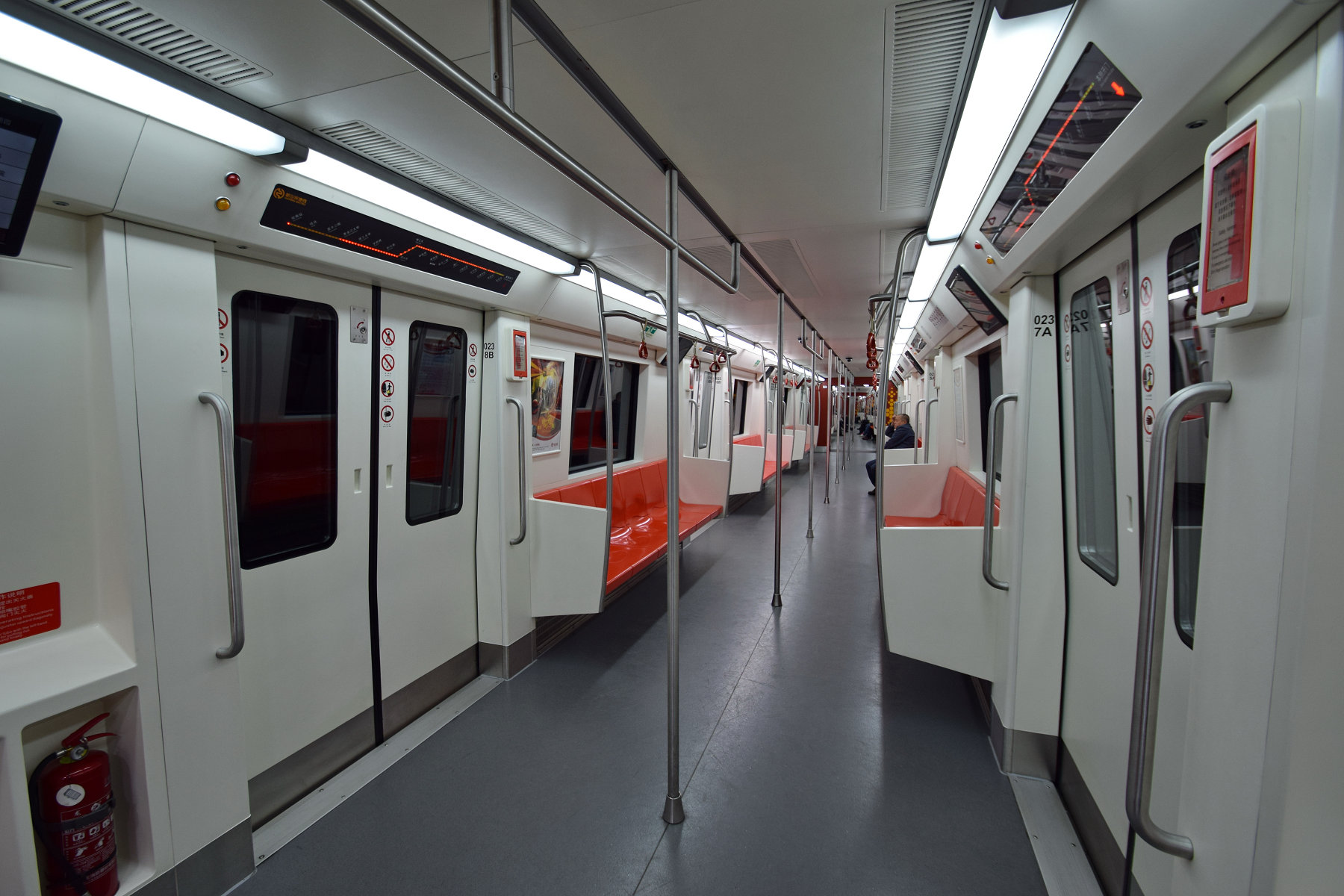
以白色及紅色為主色的哈尔滨地铁1号线列车车厢

哈尔滨地铁1号线列车是哈尔滨地铁的载客列车，现在在哈尔滨地铁1号线运营。

## 简介

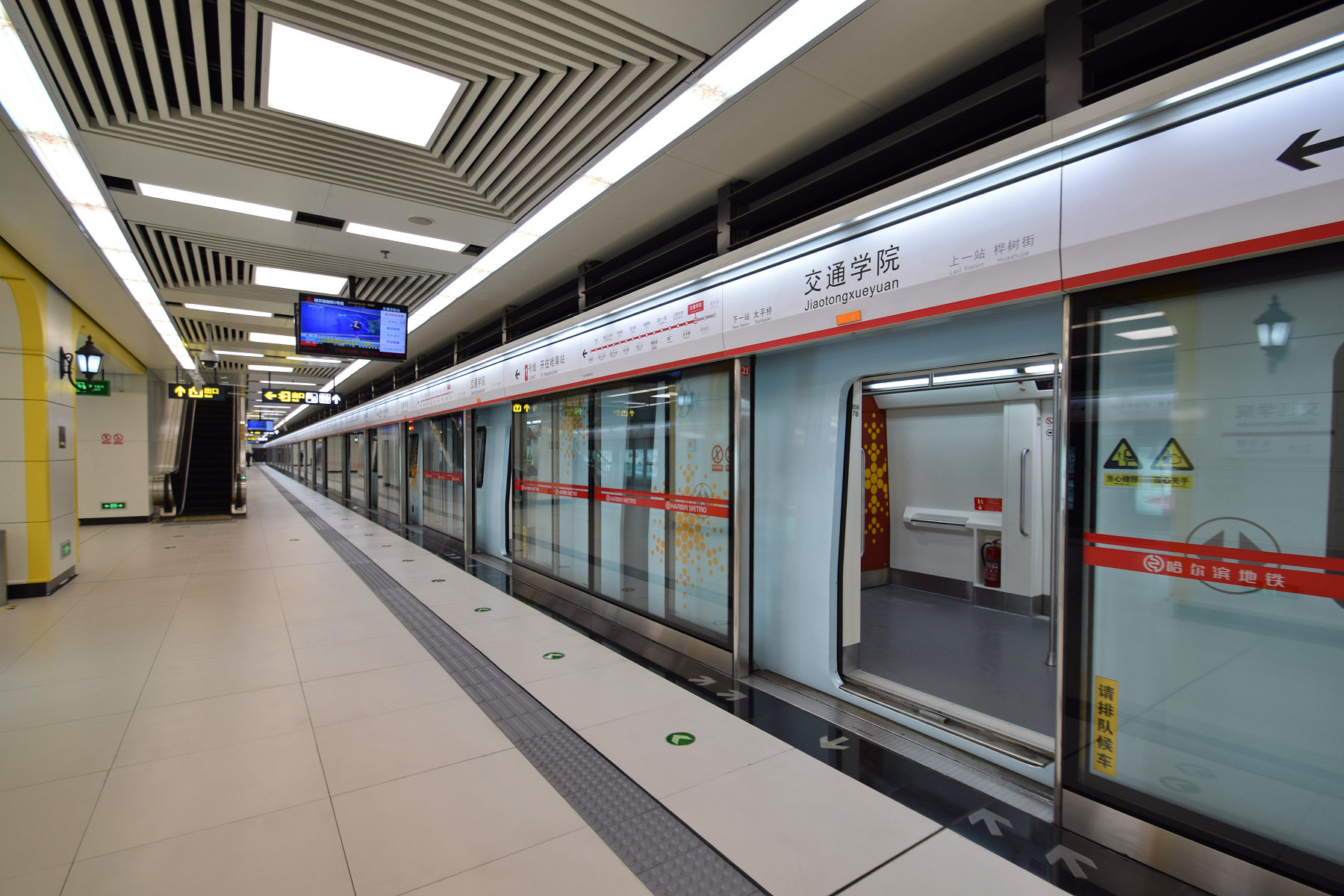
停靠在交通学院站的哈尔滨地铁1号线列车

哈尔滨地铁1号线列车为B2型车辆，采用“4动2拖”6辆编组，共17列102节车厢。车辆由中国北车长春轨道客车股份有限公司制造，旅行速度不低于每小时35公里，最高可达每小时80公里，能保证车辆在零下38摄氏度低温环境下持续运行。制动控制系统首次采用6辆车为一个单元的独立通讯系统结构，分布式制动控制方式，使制动控制速度更快，不受车辆网络系统的约束，安全性能更高
；车辆疲劳强度完全满足30年的使用寿命需要。同时充分考虑哈尔滨的气候特点，在采暖和空调上进行了特殊设计，比如座椅下面设有电热器，每辆车上设置两台大功率空调机组，能够确保列车冬季较温暖，并确保车辆能在低温环境下持续行进。该车是目前国内自重最轻的铝合金地铁列车，一列车减重4.2吨，能够有效降低列车牵引能耗。首列车于2012年8月28日下线，但率先运抵哈市的地铁客车为第二列下线的地铁客车，第一列下线的地铁客车将作为“样板车”，继续留在长春进行调试，最后一列将于2013年6月交付。

## 其他
本列车车门为内藏门，每节车厢共4对车门，两端设置有紧急出口。车内安装闪灯图和液晶电视。车头外涂装为黑色，车身侧面外涂装为白色，车门外侧外涂装为橘黄色。

## 编组
|          | 哈尔滨地铁1号线列车 |            |           |           |            |            |
| 車廂編號 | 1                   | 2          | 3         | 4         | 5          | 6          |
| 集電弓   |                     | ＜         |           |           | ＞         |            |
| 形式區分 | 01XX1 (Tc)          | 01XX2 (Mp) | 01XX3 (M) | 01XX4 (M) | 01XX5 (Mp) | 01XX6 (Tc) |
| 动力单元 | 单元1               | 单元1      | 单元1     | 单元2     | 单元2      | 单元2      |
| 其他設備 |                     |            |           |           |            |            |
| 安裝機器 |                     |            |           |           |            |            |
| 車輛重量 |                     |            |           |           |            |            |
| 載客量   |                     |            |           |           |            |            |

## 资料来源
1. 1 2 3  .   [2013-07-09]. （原始内容存档于2013-11-13）.
2. ↑  .   [2013-07-09]. （原始内容存档于2015-06-10）.
3. 1 2  .   [2013-07-09]. （原始内容存档于2013-11-13）.
4. 1 2  .   [2013-07-09]. （原始内容存档于2012-12-09）.
5. ↑  .   [2013-07-09]. （原始内容存档于2012-10-30）.
6. ↑  .   [2013-07-09]. （原始内容存档于2013-11-13）.